# یوسف قاسمی گولک
یوسف قاسمی گولک نماینده مردم لاهیجان، سیاهکل، رودبنه، دیلمان و پیرکوه در هشتمین دوره مجلس شورای اسلامی است. او عضو کمیسیون اقتصادی مجلس است.
او متولد ۱۳۴۲ در روستای گولک از توابع بخش دیلمان شهرستان سیاهکل است. وی تحصیلاتش را تا مقطع راهنمایی در زادگاهش گذراند و تحصیلات متوسطه را در تهران به پایان رسانید. سپس در رشتهٔ علوم ارتباطات از دانشگاه تهران فارغ‌التحصیل شد.
یوسف دانش آموختهٔ مقطع کارشناسی ارشد حقوق بین‌الملل و مدرس دوره‌های آموزشی وابسته به دانشگاه امام حسین است.
او برادر در کشته شده و از جانبازان دفاع مقدس و همچنین از فرماندهان عملیاتی جنوب و غرب در دوران دفاع مقدس بود.
پس از دوره نمایندگی وی با حکم حسینی وزیر وقت امور اقتصادی و دارایی از تاریخ ۲۸ شهریور ۱۳۹۱ مشاور وزیر اقتصاد و دارائی شد.
قاسمی سابقهٔ چندین غیبت در زمان جلسات مجلس شورای اسلامی را دارد.